# Vámoscsalád, Vas
Vámoscsalád  este un sat în districtul Sárvár, județul Vas, Ungaria, având o populație de 308 locuitori (2011). 

## Demografie
Componența etnică a satului Vámoscsalád
     Maghiari (98,2%)
     Germani (1,8%)
Componența confesională a satului Vámoscsalád
     Romano-catolici (77,27%)
     Luterani (4,55%)
     Reformați (1,3%)
     Necunoscută (15,91%)
     Fără religie (0,97%)
     Alte religii (0,97%)
Conform recensământului din 2011, satul Vámoscsalád avea 308 locuitori. Din punct de vedere etnic, majoritatea locuitorilor (98,2%) erau maghiari, cu o minoritate de germani (1,8%).  Din punct de vedere confesional, majoritatea locuitorilor (77,27%) erau romano-catolici, existând și minorități de luterani (4,55%) și reformați (1,3%). Pentru 15,91% din locuitori nu este cunoscută apartenența confesională.